# DaCast
Dacast Inc. (anciennement connu sous le nom d' Andolis) est une plateforme américaine de diffusion et d'hébergement de vidéos en ligne qui permet aux entreprises de diffuser et d'héberger du contenu vidéo en direct et à la demande ainsi que de proposer une programmation gratuite ou payante. 
Contrairement aux plateformes grand public comme YouTube ou Facebook Live, Dacast est une plateforme B2B (Business-to-Business). Début 2025, plus de 400 000 producteurs vidéo utilisaient Dacast, notamment des chaînes de télévision et de radio, des sociétés de production événementielle, des organisations sportives, des organismes publics comme le gouvernement américain, des réseaux scolaires et universitaires, ainsi que des réseaux d'églises et de lieux de culte. 
Dacast a son siège social à San Francisco et dispose de sites supplémentaires à Nantes, Pékin et Manille.
La plate-forme a été lancée à l'échelle mondiale le 26 octobre 2010. Les utilisateurs de Dacast sont situés dans le monde entier, y compris en Chine sous le nom de 北京维迪奥科技有限公司 (Beijing Video Technology Limited).

## Histoire
La société a été fondée en 2008 par Stéphane Roulland et Aldric Feuillebois. Initialement, le service reposait sur la technologie multicast peer-to-peer (P2P), Dacast étant le nom du produit, propriété d'Andolis LLC.
Cette approche a été abandonnée en raison d’une baisse significative du coût des données, supprimant l’avantage concurrentiel du P2P.
En préparation de son lancement officiel en 2010, Andolis s'est renommé Dacast.
Depuis 2013, Streaming Media Magazine a inclus Dacast parmi les listes des 100 et 50 entreprises les plus importantes dans la vidéo en ligne.  En 2018 et en 2019 , Dacast a reçu le prix Streaming Media Readers' Choice Award pour « Plateforme vidéo pour petites et moyennes entreprises ». 
En mars 2019, Dacast a acquis vzaar, une plateforme de vidéo en ligne basée au Royaume-Uni,.

## Service
Dacast est une solution de streaming vidéo en direct en libre-service, proposant une plateforme vidéo OVP, un hébergement vidéo et une plateforme de VOD (vidéo à la demande) . Son système en marque blanche permet aux utilisateurs de contrôler leurs flux en direct et leurs VOD. L'entreprise propose également l'encodage et le transcodage en direct. Dacast se positionne comme une solution SaaS (Software as a Service) basée sur le cloud, avec le slogan « Streaming as a Service ».
Dacast propose une solution Over-the-Top (OTT) qui permet aux entreprises de diffuser du contenu en direct ou à la demande via leurs propres applications, accessibles sur tous les appareils, éliminant ainsi le besoin de méthodes de diffusion vidéo traditionnelles comme le satellite et le câble.
La plateforme permet aux utilisateurs de monétiser leur contenu vidéo via un paywall intégré au lecteur multimédia ou via l'intégration de publicités.
L'application propose également diverses fonctionnalités pour améliorer votre expérience, telles que le streaming sur les réseaux sociaux, la gestion des dossiers, les listes de lecture et un site Web tout-en-un pour présenter le contenu des utilisateurs.

## Technologie
Dacast propose actuellement une distribution de contenu vidéo et audio basée sur la technologie HTML5, standard du secteur . L'ingestion du flux se fait via RTMP et la diffusion est prise en charge aux formats HLS et HDS . La plateforme permet également l'ingestion HLS directe. 
La plateforme est compatible avec différents formats de fichiers vidéo tels que .MOV, .MP4, .MP3, .M4A ou AAC, et peut transcoder d'autres formats pour les rendre compatibles avec le service. Les normes de compression vidéo H.264 et X264, qui permettent le streaming en haute définition (HD), sont prises en charge.

## Visionnage
Les vidéos et les flux en direct hébergés sur la plateforme Dacast peuvent être intégrés et visionnés sur les sites Web des diffuseurs, ainsi que sur Facebook, YouTube, Twitch et d'autres plateformes de médias sociaux.  
Dacast est disponible sur Microsoft Windows, Mac OS, iOS et Android. La plateforme permet de diffuser du contenu en direct et à la demande.

## Partenariats
Dacast s'associe à des CDN de premier plan tels qu'Akamai et Cloudflare , garantissant des solutions rapides, fiables et évolutives pour le streaming en direct et l'hébergement de vidéos à la demande.